# Agnosphitys cromhallensis
Agnosphitys cromhallensis è un dinosauro carnivoro, o forse onnivoro, appartenente ai saurischi. Visse nel Triassico superiore (Norico/Retico, circa 215 milioni di anni fa) e i suoi resti fossili sono stati ritrovati in Inghilterra. È considerato uno dei dinosauri più primitivi. 

## Descrizione
Tutto ciò che si conosce di questo dinosauro sono i resti fossili di un ilio, una mascella, un astragalo e un omero. Una descrizione dettagliata dell'animale è pressoché impossibile, ma dalla comparazione dei resti con quelli più completi di altri dinosauri primitivi si evince che Agnosphitys doveva essere un piccolo bipede dalla costituzione leggera. Dalle dimensioni delle ossa, si presume che questo animale non dovesse superare la lunghezza di 70 centimetri.

## Classificazione
Descritto per la prima volta nel 2002, questo animale è stato variamente classificato come un antenato dei dinosauri, un dinosauro arcaico appartenente agli herrerasauridi o un teropode affine ai celofisoidi. Attualmente, però, grazie alla descrizione e lo studio di fossili di dinosauri primitivi provenienti dal Sudamerica, Agnosphitys è considerato un membro eccezionalmente primitivo dei sauropodomorfi, tra i quali spiccano i grandi sauropodi erbivori del Giurassico e del Cretaceo. La famiglia a cui appartiene Agnosphitys, i Guaibasauridae, comprende piccoli onnivori semibipedi come Saturnalia e Panphagia protos.